# Castelo de Bañeres de Mariola

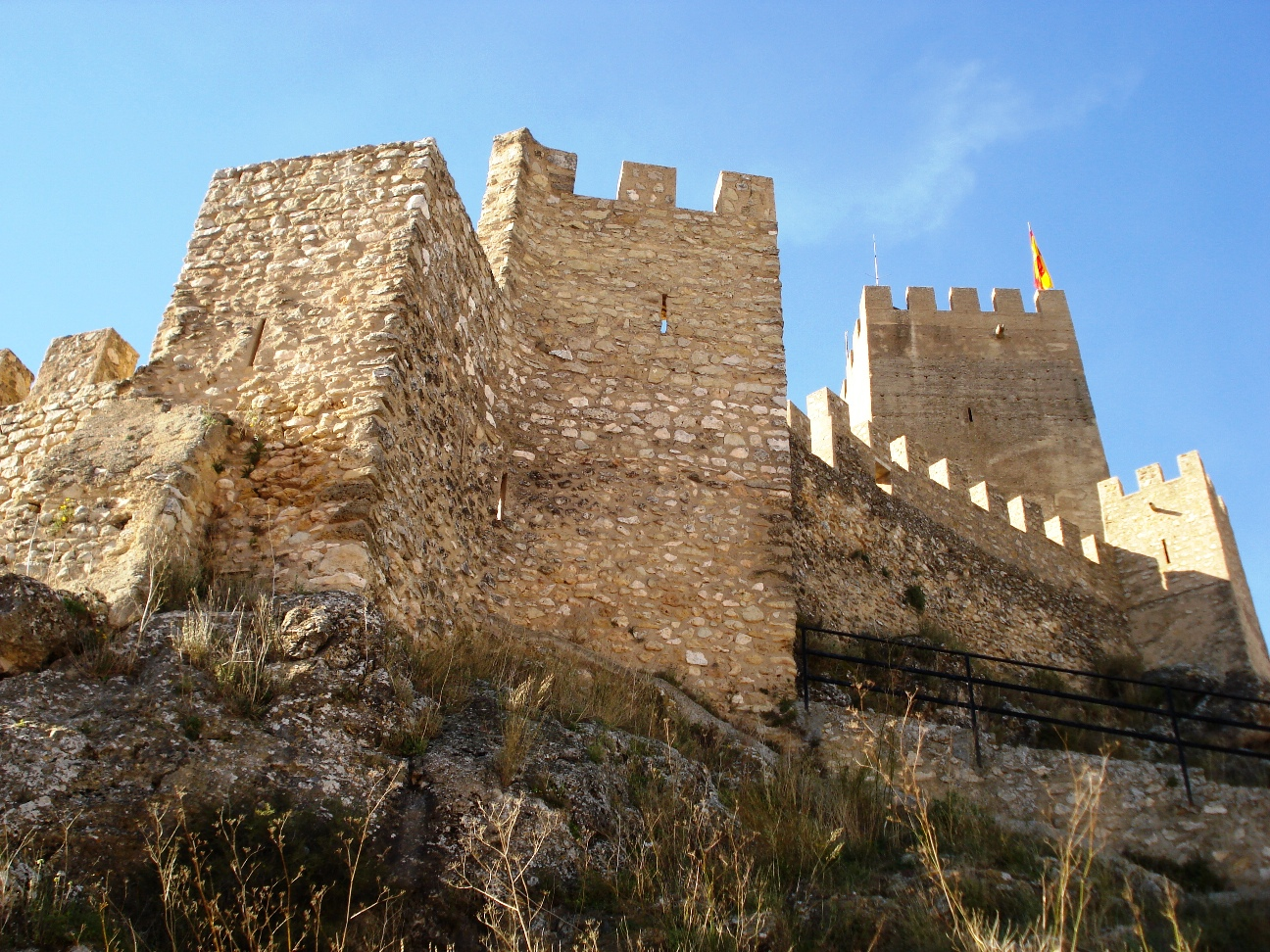
Castelo de Bañeres de Mariola

O Castelo de Bañeres de Mariola localiza-se no município de Banyeres de Mariola, na província de Alicante, na comunidade autónoma da Comunidade Valenciana, na Espanha.
Ergue-se em posição dominante no centro da povoação, sobre o chamado "Tossal del águila".

## História
Trata-se de fortificação de origem muçulmana, erguida pelo Califado Almóada no século XIII.
Actualmente, as suas dependências servem como cenário para as festas locais de Mouros e Cristãos.

## Características
O castelo apresenta planta no formato irregular, orgânico (adaptado ao terreno). As suas muralhas, em taipa, contam com troneiras, rasgadas em época posterior, dominadas por arcos de meio-ponto com aduelas
O seu elemento mais significativo é a torre de menagem, de planta quadrada, em taipa, dividida internamente em três pavimentos.
No interior do recinto localizam-se uma cisterna e uma mesquita.